# Domenico Picchinenna
Domenico Picchinenna (* 26. Dezember 1912 in Melfi; † 24. Oktober 2004 in Rom) war ein italienischer Geistlicher und römisch-katholischer Erzbischof von Catania.

## Leben
Domenico Picchinenna empfing am 21. Juli 1935 die Priesterweihe.
Papst Pius XII. ernannte ihn am 2. Juli 1954 zum Erzbischof von Acerenza. Der Sekretär der Konsistorialkongregation, Adeodato Giovanni Kardinal Piazza OCD, spendete ihm am 7. Oktober desselben Jahres die Bischofsweihe; Mitkonsekratoren waren Augusto Bertazzoni, Erzbischof ad personam von Potenza e Marsico Nuovo, und Domenico Petroni, Bischof von Melfi e Rapolla und Venosa.
Als Wahlspruch wählte er In aedificatione corporis Christi. Johannes XXIII. ernannte ihn am 4. September 1961 zum Erzbischof von Cosenza. Er nahm an allen Sitzungsperioden des Zweiten Vatikanischen Konzils teil. Paul VI. ernannte ihn am 29. Mai 1971 zum Koadjutorerzbischof von Catania und Titularerzbischof von Beroea. Mit der Emeritierung Guido Luigi Bentivoglios OCist folgte er ihm am 16. Juli 1974 als Erzbischof von Catania nach. Am 1. Juni 1988 nahm Johannes Paul II. seinen altersbedingten Rücktritt an.